# Fronteira África do Sul–Moçambique

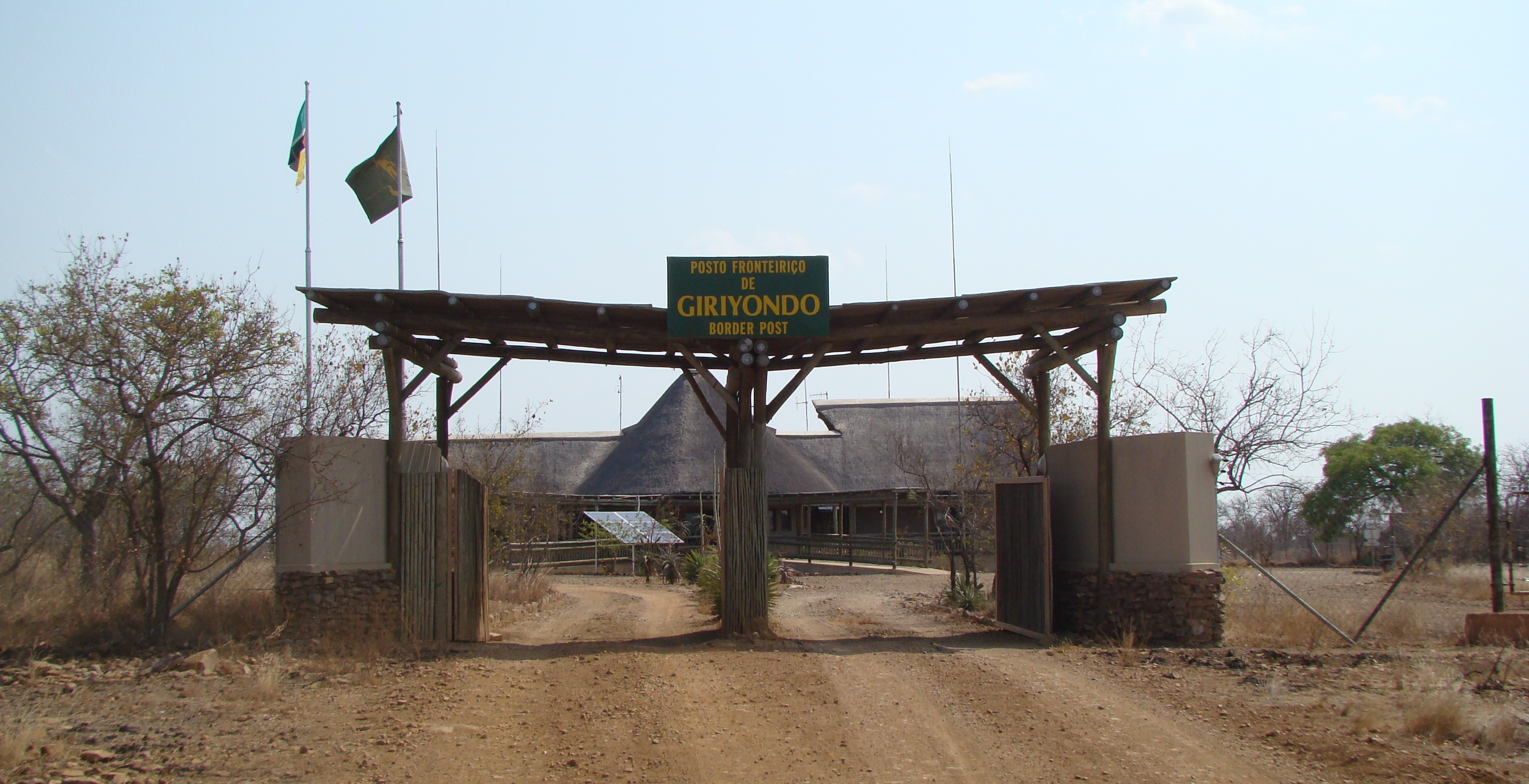
O posto fronteiriço de Giriyondo entre os parque nacionais Kruger e Limpopo

A fronteira entre a África do Sul e Moçambique é composta por dois trechos separados, num total de 491 km de extensão a leste da África do Sul, separando o país do território de Moçambique. Os trechos são separados pela Suazilândia, que se situa entre os dois países.
O trecho norte, que é cerca de seis vezes maior que o trecho sul, se inicia ao norte, na tríplice fronteira África do Sul-Moçambique-Zimbábue. Desse ponto vai para o sul até a tríplice fronteira dos dois países com a Suazilândia. Separa as províncias sul-africanas de Limpopo (N) e Mpumalanga (S) da província de Gaza de Moçambique.
De outra fronteira tríplice das duas nações com Suazilândia, ao sul desse país, sai um trecho fronteiriço curto até o litoral do Oceano Índico. Esse trecho que segue quase paralelo e um pouco ao norte do paralelo 27 S, separa as províncias de KwaZulu-Natal (África do Sul) e Maputo (Moçambique).

## Barreira anti-imigração
Em 1975, a África do Sul se protegeu da imigração de seu vizinho construindo uma barreira de 120 km de extensão no Parque Nacional Kruger.